# Grupp B (underrättelsetjänst)
Grupp B var mellan 1957 och 1961 en hemlig svensk underrättelseorganisation inom Försvarsstabens säkerhetsavdelning, ledd av Birger Elmér. År 1961 fick organisationen status som självständigt kontor och namnet ändrades till B-kontoret. Organisationen slogs 1965 ihop med T-kontoret och blev IB, ledd av samme Elmér.
Grupp B skapades formellt 1957 som en gren inom Försvarsstabens säkerhetsavdelning, och dess syfte var att kartlägga säkerhetsrisker inom Sverige, i praktiken kartläggning av svenska kommunister. I likhet med andra säkerhetsbyråer inom Försvarsstaben (C-byrån och T-kontoret) fick den sitt namn från chefens förnamn.
Kartläggningen av kommunister hade startat redan i samband med Metallstrejken våren 1945 och utfördes då av Socialdemokraterna, som kämpade mot Kommunisterna om makten över fackföreningarna. Efter andra världskriget ökade kommunisternas inflytande kraftigt inom fackföreningarna, och för att motverka detta använde Socialdemokratiska partiet sin organisation av arbetsplatsombud för att rapportera om kommunistiska aktiviteter på arbetsplatserna. Denna information samlades in centralt och kunde användas för riktade aktioner.
Det är oklart när den socialdemokratiske officeren Birger Elmér kom in i bilden, men han anställdes vid Försvarsstaben 1961 och redan året därpå hade han nära kontakter med den socialdemokratiska ledningen och därmed med framträdande medlemmar av regeringen. Socialdemokraternas önskan att kontrollera på kommunistisk verksamhet på alla arbetsplatser och den militära säkerhetstjänstens behov av att hålla koll på kommunistisk verksamhet på arbetsplatser som var viktiga för totalförsvaret, ledde till att Grupp B bildades formellt hösten 1957, samtidigt som Sverige fick en rent socialdemokratisk regering.
Samarbetet mellan Socialdemokraterna och den militära säkerhetstjänsten innebar att Socialdemokraterna, via sina 20 000 arbetsplatsombud, rapporterade vilka arbetare som hyste kommunistiska åsikter. Denna information överlämnades till Grupp B, där ett omfattande åsiktsregister byggdes upp, vilket sedan användes vid kontroller av arbetssökande vid Försvarsmakten, samt inför inkallelser och krigsplaceringar. Mer kontroversiellt var kanske att Grupp B vidarebefordrade delar av denna information till Säkerhetspolisen som införde uppgifterna i sitt centrala register. Detta register användes bland annat vid personalkontroll inför anställningar vid ett stort antal företag av betydelse för totalförsvaret.
1961 skedde en omorganisation inom Försvarsstaben, vilken gav Grupp B status som självständigt kontor, B-kontoret. 1965 slogs B-kontoret samman med T-kontoret till Försvarsstabens särskilda byrå med Elmér som chef. Organisationen kom att kallas IB, en förkortning som i samband med IB-affären uttolkades som "Informationsbyrån", men som enligt Säkerhetstjänstkommissionens rapport troligen stod för "Inhämtning Birger". Någon officiell förklaring till vad IB stod för har aldrig lämnats men den ursprungliga benämningen på Grupp B vid bildandet 1957 var "Fs/In Grupp B" (Försvarsstabens Inrikesavdelning Grupp B) förkortningen IB kan ha uppstått redan då.